# Ben Bulben

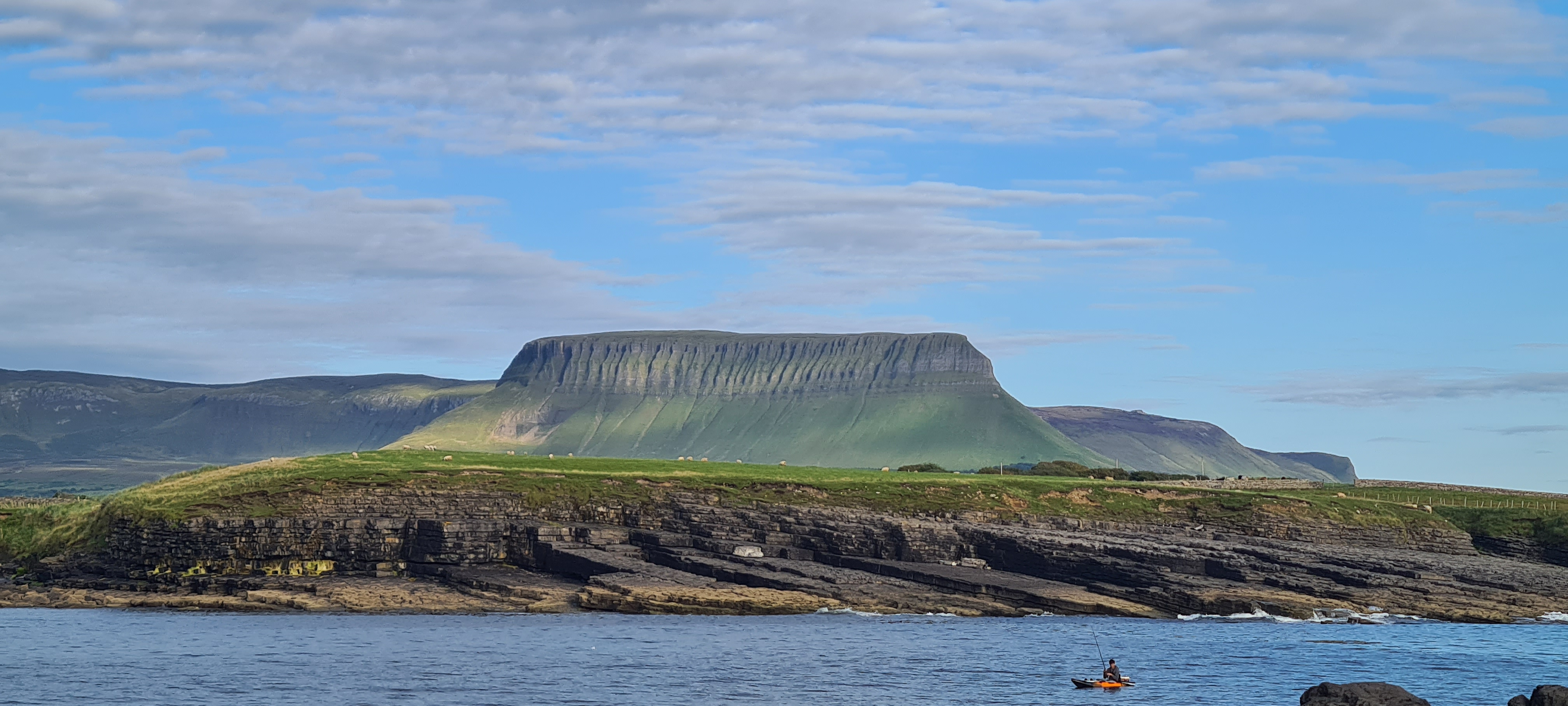
Ben Bulben

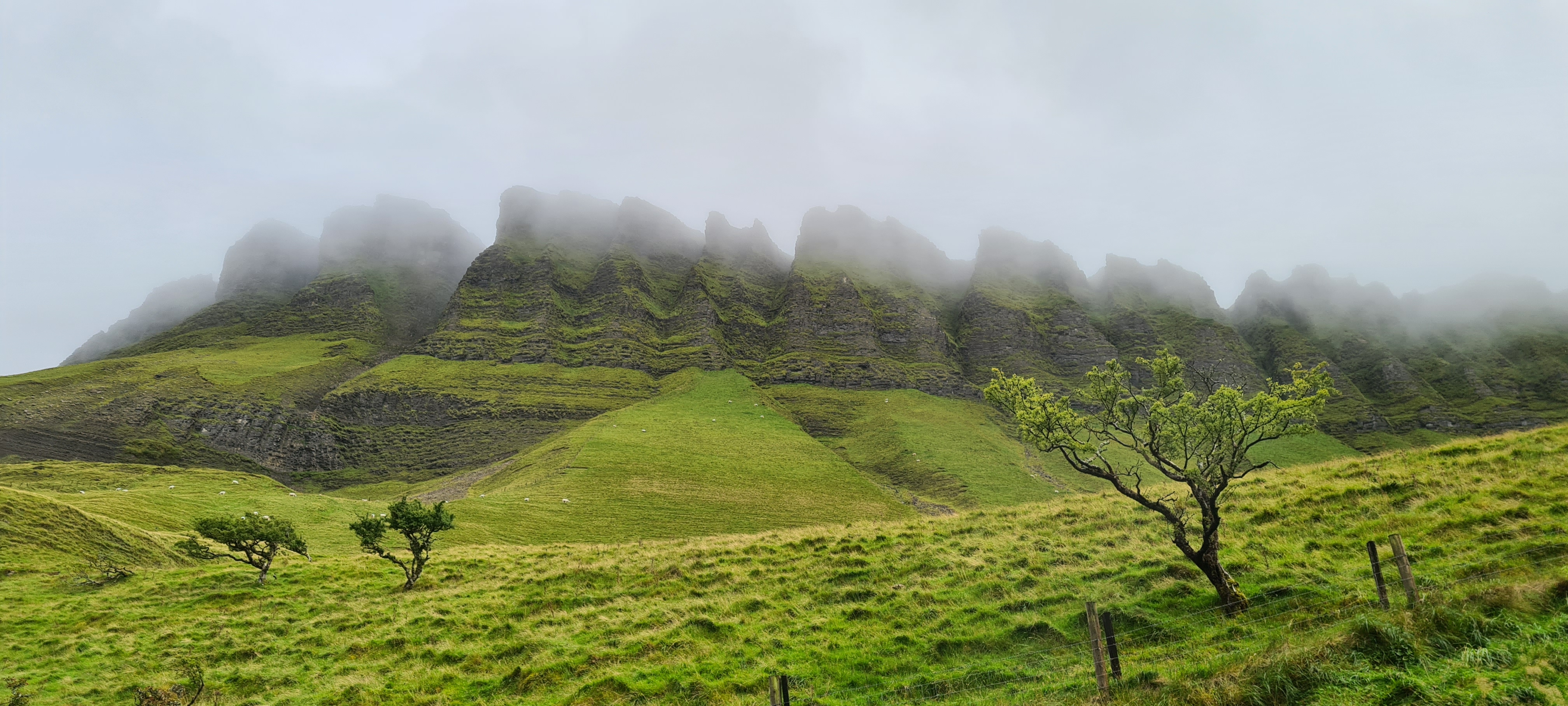
Ben Bulben we mgle.

Ben Bulben (inna pisownia Benbulben lub Benbulbin, irl. Binn Ghulbain) – góra w Irlandii, w hrabstwie Sligo. Słynna z powodu charakterystycznego kształtu.

## Etymologia nazwy
Ben Bulben to zanglizowana nazwy galickiej, brzmiącej Binn Ghulbain i oznaczającej w wolnym tłumaczeniu szczękokształtny szczyt.

## Geologia
Góra powstałą w czasie epoki lodowej. Bardziej stroma część góry utworzona jest z wapienia, a stronę łagodniejszą tworzy łupek ilasty. Te dwa rodzaje skał powstały na tym obszarze około 320 milionów lat temu.

## Zdobywanie góry
Uważa się, że zdobywanie góry od jej północnej część jest ryzykowne. Z tej strony uderzają wiatry znad Oceanu Atlantyckiego. Z kolei strona południowa pozwala łatwo i bezpiecznie zdobyć szczyt.

## Fauna i flora
Na obszarze góry występują rośliny nieobecne w innych rejonach Irlandii. Jedynymi przedstawicielami fauny są owady.

## Historia i legendy
Ze szczytem związane są liczne legendy celtyckie. Według nich była to siedziba grupy wojowników Fianna żyjących w III w. Jedna opowieść mówi o wojowniku Diarmuidzie, który został podstępem skłoniony przez olbrzyma o imieniu Fionn mac Cumhail do walki z zaczarowanym dzikiem, który ostatecznie przebija mu serce swoim kłem.
We wrześniu 1922, w czasie Irlandzkiej Wojny domowej w Sligo kolumna Irlandzkiej Armii Republikańskiej została osaczona przez Armię Irlandzką. Dziewięciu żołnierzy uciekało stokami Ben Bulben; ostatecznie jednak zostali schwytani i zamordowani.

## Pod Ben Bulben
Pod tym tytułem W.B. Yeats napisał wiersz, którego ostatnie trzy wersy kazał umieścić na swoim nagrobku:
Tu, gdzie Ben Bulben łysy łeb obnażył,
Yeats leży w Drumcliff na cmentarzu.
Przy drodze wiekowy krzyż stoi,
Utarty napis marmuru nie zdobi;
Tylko na głazie wapiennym tej treści
Wyryto słowa, które sam kazał umieścić:
Tak samo chłodno spójrz
Na życie i na śmierć
Nie wstrzymuj konia, jedź!